# باشگاه فوتبال ویتون آلبیون
باشگاه فوتبال ویتون آلبیون (به انگلیسی: Witton Albion Football Club) یک باشگاه فوتبال در شهر نوریچ، کشور انگلستان است که در سال ۱۸۸۷ میلادی تأسیس شده‌است.